# Sanicula uralensis
Sanicula uralensis är en flockblommig växtart som beskrevs av Jurij Kleopov, Kamelin, Czubarov och Shmakov.
Sanicula uralensis ingår i släktet sårläkor, och familjen flockblommiga växter. Inga underarter finns listade i Catalogue of Life.